# Massacre de Shah Cheragh
O massacre de Shah Cheragh ocorreu em 26 de outubro de 2022, quando pelo menos 13 pessoas foram mortas e mais de 40 ficaram feridas em um tiroteio em massa no mausoléu Shah Cheragh, um local de peregrinação xiita em Xiraz, no sul do Irã. O Estado Islâmico reivindicou a autoria do ataque, enquanto as autoridades iranianas também culparam os manifestantes pelos ataques.
O ataque foi visto com suspeita por muitos iranianos, descrevendo-o como uma bandeira falsa para atacar os manifestantes iranianos e impedir que houvesse uma reunião na tumba de Ciro, o Grande para o Grande Dia de Ciro.

## Antecedentes
Desde os protestos eleitorais no Irã em 2009, houve grandes protestos contra o regime islâmico, que se intensificaram em setembro de 2022 devido ao suposto assassinato da iraniana curda Mahsa Amini sob custódia policial, que foi presa por usar seu hijabe incorretamente.
O Irã é uma teocracia islâmica xiita que sofreu ataques terroristas de islâmicos sunitas e separatistas.

## Ataque
Em 26 de outubro de 2022, pelo menos 15 pessoas foram mortas em um tiroteio em massa no mausoléu Shah Cheragh em Xiraz, província de Fars, Irã. A agência de notícias semi-oficial iraniana Tasnim afirmou que houve crianças entre os mortos. As Nações Unidas condenaram o ataque ao local religioso.
Os três atacantes foram descritos pela mídia estatal iraniana como aparentemente sendo terroristas takfiri. Dois agressores foram presos; o outro está foragido. Mais tarde, no mesmo dia, o Estado Islâmico reivindicou a responsabilidade pelo ataque. As autoridades iranianas alegaram que os agressores não eram cidadãos iranianos.

## Vítimas
Pelo menos treze pessoas foram mortas e mais de quarenta ficaram feridas como resultado do ataque a tiros, incluindo mulheres e crianças.

## Responsabilidade
O grupo terrorista Estado Islâmico (ISIS) reivindicou a responsabilidade pelo ataque através da Amaq, a mídia de propaganda do grupo. De acordo com a Voice of America Persian News Network, alguns manifestantes iranianos especularam que este ataque terrorista foi uma conspiração do governo iraniano para desviar a opinião pública dos protestos nacionais do Irã.

O Instituto para o Estudo da Guerra (IEG) descreveu a possibilidade de responsabilidade do ISIS como "muito improvável". De acordo com o IEG:
O Estado Islâmico está tentando capitalizar o ataque ao mausoléu e os protestos para alimentar a instabilidade e o conflito sectário no Irã... O ataque não corresponde ao padrão típico de ataque do Estado Islâmico, sugerindo que o grupo pode não ter dirigido explicitamente o ataque. O agressor não estava usando um colete suicida e foi capturado ferido, mas vivo – uma ocorrência muito incomum para terroristas do Estado Islâmico. As declarações do Estado Islâmico reivindicando o crédito pelo ataque também foram confusas, não ofereceram detalhes além dos já disponíveis na mídia quando foram divulgadas e não tinham a especificidade que é comum nas reivindicações de crédito por ataques que o Estado Islâmico realmente dirige. O Estado Islâmico reivindicou anteriormente ataques de forma oportunista, como o tiroteio em Las Vegas em outubro de 2017... geralmente são mais relutantes em atiçar hostilidades sectárias diretamente.
De acordo com o mesmo instituto, é provável que o governo iraniano explore o massacre para esvaziar os protestos e o use para redirecionar "a atenção do público para longe dos protestos e canalizar a raiva para adversários estrangeiros como o Estado Islâmico e a Arábia Saudita".
O professor associado Fouad Izadi, membro da Faculdade de Estudos Mundiais da Universidade de Teerã, disse que o ataque era "uma marca registrada do ISIS", já que o grupo era conhecido por atacar mesquitas, mausoléus e santuários no passado. Por outro lado, o IEG avaliou que o ataque não corresponde ao padrão típico do ISIS e o vê como uma tentativa de atiçar as tensões sectárias no Irã. Sem hipotetizar quem está por trás do ataque, o instituo espera que o regime o explore para enfraquecer e/ou suprimir os protestos em curso contra a morte de Mahsa Amini.
O ataque foi visto com suspeita por muitos iranianos, descrevendo-o como uma bandeira falsa para atacar os manifestantes iranianos e impedir que houvesse uma reunião na tumba de Ciro, o Grande para o Grande Dia de Ciro. Em 29 de outubro, os manifestantes atribuíram a responsabilidade pelo evento às autoridades e o compararam ao incêndio no Cinema Rex em 1978.

## Reações
O secretário-geral das Nações Unidas condenou veementemente o ataque terrorista ao mausoléu Shah Cheragh em Xiraz, Irã, reivindicado pelo Estado Islâmico. A mensagem dizia que atacar locais religiosos é hediondo e o secretário-geral enfatizou "levar à justiça os autores deste crime contra civis que exercem seu direito de praticar sua religião". Além disso, o secretário-geral expressou suas condolências às famílias enlutadas, ao povo iraniano e ao governo iraniano desejou uma rápida recuperação para os feridos.
O Ministro do Interior iraniano, Ahmad Vahidi, culpou os protestos iranianos por pavimentar o terreno para o ataque ao mausoléu.